# Chullpa
Chullpa o chullpar es una antigua torre funeraria de origen aimara y quechua, de base angular o redonda, construida originalmente para personas de alto estatus en la cultura aymara e incaica.
La tradición chullparia del Collao data de los siglos XIII y XIV, posterior a la caída de Tiahuanaco y su uso como mausoleo de autoridades se hace tradicional rápidamente en zonas colindantes al altiplano hasta inicios del siglo XVI (colonial-temprano).

## Aspectos arquitectónicos

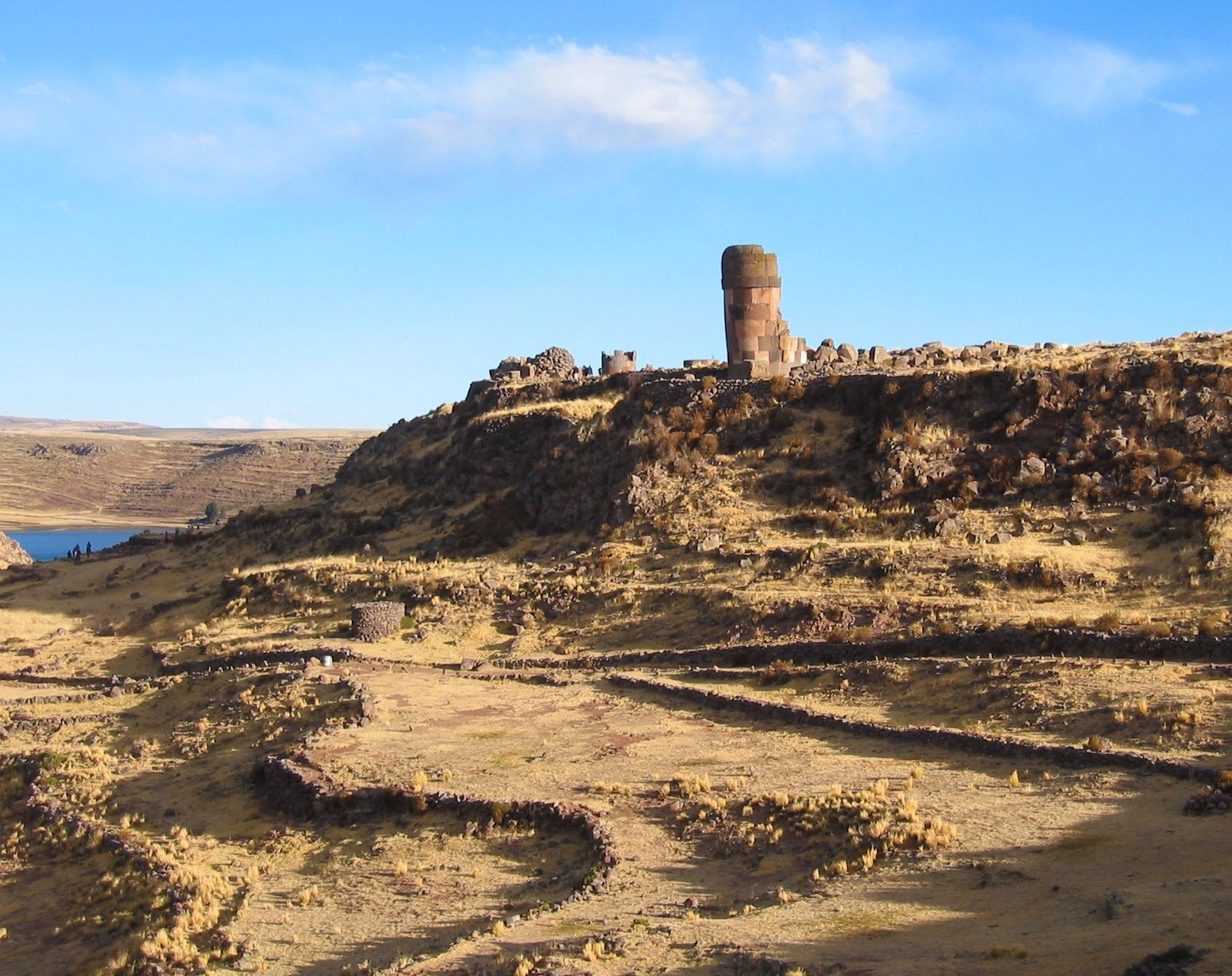
Vista de la península de Sillustani en el lago Umayo, Perú. Se aprecia la Chullpa Lagarto, la más alta del complejo

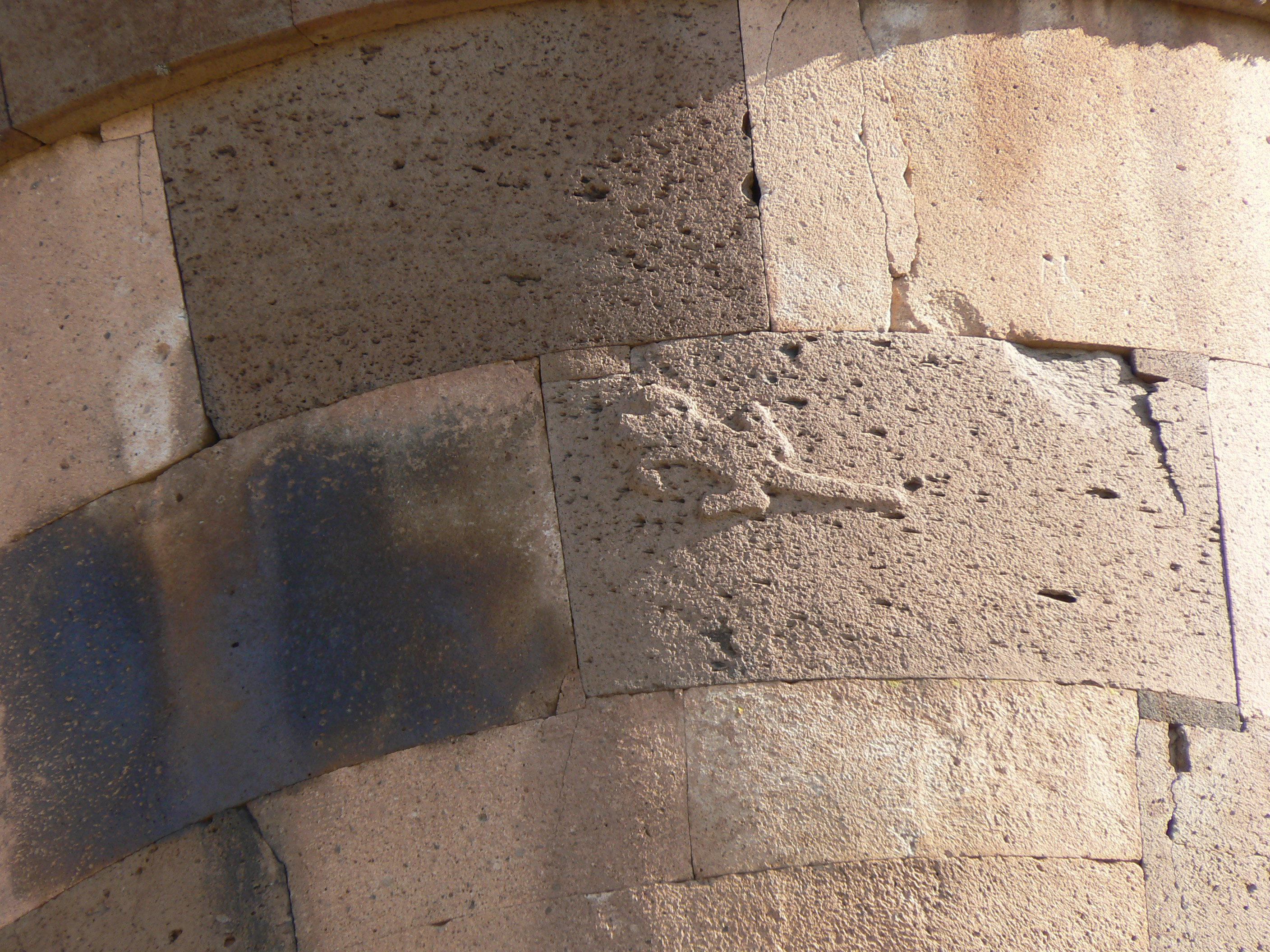
Detalle de lagarto esculpido en una chullpa.

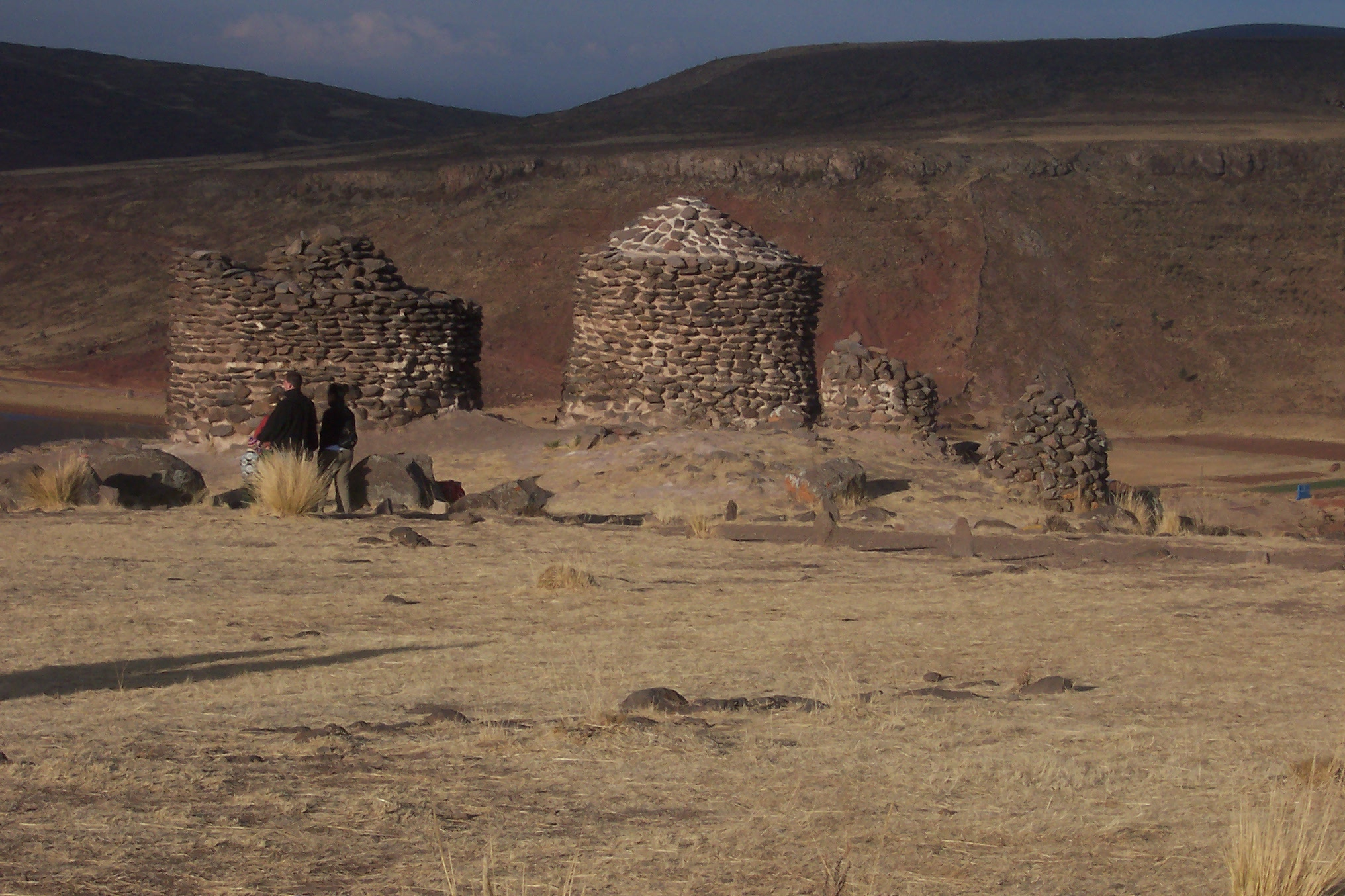
Chullpas de la época colla, en Sillustani.

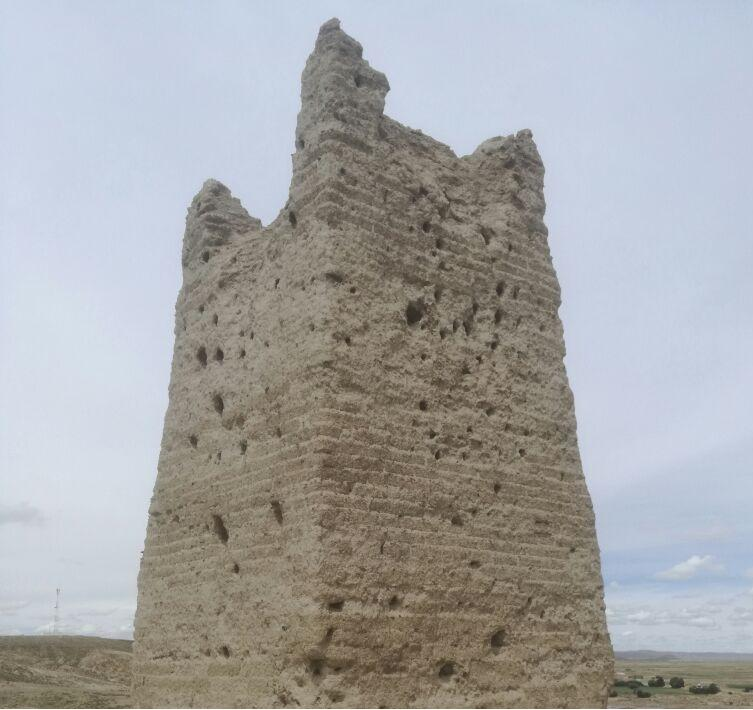
Chullpa en la zona de Obrajes en Oruro

La mayoría de chullpas fueron hechas de barro, pero existen una gran cantidad de chullpas hechas de piedra.
Sobre las chullpas de piedra existen algunas hechas de piedra pulida y unida sin argamasa (al estilo incaico) de las cuales pueden ser de base cuadrada o redonda, así como también existen otras hechas con pequeñas piedras unidas con argamasa de barro y paja, formando torres o conos, en el caso de las chullpas asociadas a la sociedad Canas existe vestigio de por lo menos una chullpa rematada con una cúpula (chullpa de Maukallajta). Algunas de las chullpas de piedra, además contienen algunos tallados generalmente representando lagartos (como en el caso de Sillustani) o felinos (como el caso de Cutimbo).
En el caso de las chullpas de barro, la mayoría son de base cuadrada o rectangular con diversos diseños e incluso con motivos pictóricos en donde predominan el rojo, amarillo y blanco, en menor medida el verde y azul. Algunas presentan base de piedra y cuerpo trapezoidal, que en algunos casos fue invertido, las puertas de ingreso en las chullpas de barro es diverso, existiendo puertas cuadradas, triangulares u ojivales. Las chullpas polícromas eran realizadas con dos técnicas distintas, la primera consistía en hacer adobes de barro coloreado que luego fueron colocados dando forma a motivos geométricos; la otra técnica fue hacer la estructura con barro sin colorear y luego revestirla con pedazos geométricos de barro coloreado.
La mayoría de las chullpas de barro como las de piedra tuvieron sus ingresos orientados al este, aunque existen algunas chullpas con 2 aberturas, una opuesta a la otra; así como chullpas con puertas orientadas a otros puntos cardinales.
Sobre la ubicación en relación con la residencia del gobernante enterrado, esto dependía del grupo social que las construía. Existen conjuntos chullparios en lo alto de cerros de difícil acceso, así como otras ubicadas en territorios llanos; en todos los casos adjuntos a territorios geográficos considerados sagrados por los constructores. Asimismo, se han encontrado algunas chullpas dentro de complejos arqueológicos domésticos, al costado de viviendas. Durante el periodo incaico, muchos grupos étnicos fueron trasladados a lugares aledaños al Capac Ñan, aun así, los cementerios (lugares dotados de sacralidad) siguieron siendo utilizados. Existen datos sobre el esfuerzo que hicieron varios grupos étnicos en conjunto para construir dos chullpas para el mallku Tata Paria, jefe de los «karakara», una en la ciudad de Macha (capital incaica de los «karakara») y la otra en Carata; estas chullpas fueron construidas por 5 naciones que fueron Chui, Killaka, Sora, Carangas y Karakara); este hecho nos demuestra que en tiempos incaicos los enterramientos fueron cambiando de lugar, teniendo en cuenta que la capital tradicional «karakara» fue «Chayanta», el entierro se hizo en una ubicación que le otorgó el inca al mallku. En el caso Lupaca, en cambio, se documentan poblaciones y mallkus trasladados como mitkmas a otros lugares del Tahuantinsuyo, pero aun así continuaron utilizando sus lugares tradicionales de enterramiento, como lo demuestra el sitio arqueológico de Cutimbo situado a menos de 20 km de Chucuito (capital Lupaca).
Asimismo, se sabe que en algunos casos las chullpas también sirvieron como hitos territoriales, teniendo en cuenta que cada señorío tenía subdivisiones y éstos contaban con líderes que iban ganando prestigio al incrementar su economía o su poderío bélico.

## Distribución geográfica
Las chullpas se hallan asociadas al altiplano, pero también se han denominado chullpas a varias torres funerarias en la zona andina centro y norte del Perú (Chachapoyas, Chota, Cutervo y Canta).
Las chullpas del altiplano, en cambio, están asociadas a los reinos o señoríos aymaras que habitaron desde Canas y Canchis en Perú, hasta el departamento de Cochabamba en Bolivia; aun así no todos las sociedades aymaras construyeron chullpas, como lo demuestran los casos de las sociedades «karakara» del norte («karakara» del sur si presenta chullpas) y «yampará»; y no todas las chullpas parecen ser aymaras, puesto que existen chullpas con orientación oeste y norte en zonas puquinas al este del lago Titicaca.
Generalmente las chullpas se han asociado a las punas, pero se han descubierto muchas chullpas en la vertiente oriental de los andes en territorios de espesura forestal y otras en los valles interandinos de Bolivia, Argentina, Chile y Perú. La mayoría de las chullpas de la zona amazónica son de piedra pero según crónicas europeas existieron en el Beni chullpas de barro, de las cuales en la actualidad no hay vestigios descubiertos.

## Entierros

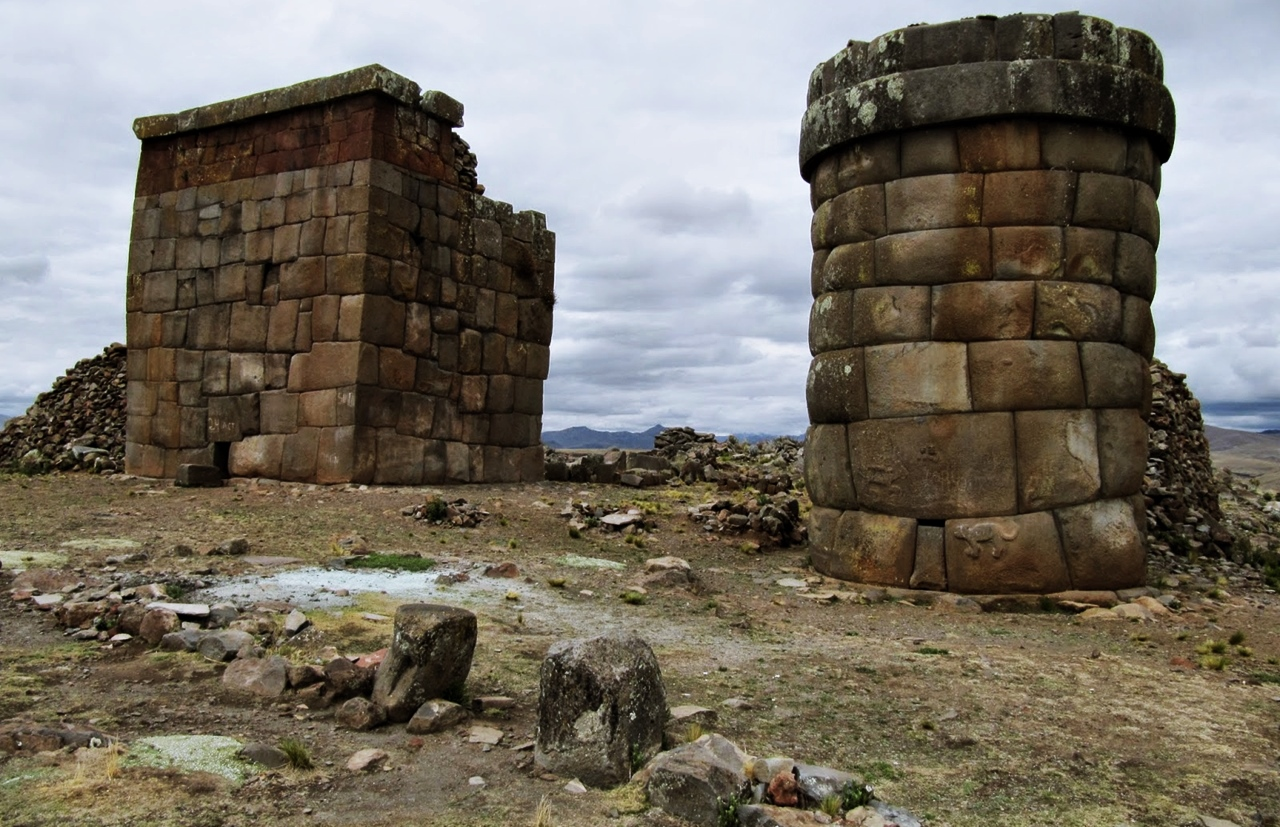
Chulpas en Cutimbo, Puno, Perú

Sin lugar a dudas, las chullpas sirvieron para enterrar a los «mallkus» o «líderes étnicos»; su objetivo práctico era proteger el cuerpo para poder recibir veneración, pero además servía como un recuerdo del poder que el «mallku» ejercía en vida y que seguía ejerciendo. La veneración del «mallku» en la cultura andina (tanto aymara, quechua, uro y puquina) servía para fortalecer los lazos familiares.
Es importante acotar que la mayoría de las chullpas no eran exclusivas para el «mallku», sino que también albergaban los cuerpos de sus esposas y familiares, además hay vestigios de entierros de sirvientes que fueron sacrificados durante los entierros. En algunos casos se han encontrado hornacinas dentro y fuera de las chullpas que pudieron contener ídolos u objetos valiosos para el mallku, en algunas chullpas se ha documentado que en aquellas hornacinas colocaban un k'ero conteniendo chicha.
La chullpa no era lo único necesario para el entierro, puesto que los cuerpos iban dentro de textiles o cueros de auquénido, en otros casos eran puestos sobre cestos hechos de ichu o totora entretejida. Algunas chullpas tuvieron cámaras subterráneas en donde colocaban los cuerpos.
Sobre las costumbres de enterramiento de los mallkus, Bartolomé Álvarez escribió sobre sus observaciones en la pampa aullagas al sur del lago Poopó:

«Solían los curacas principales, cuando moría algún principal curaca, hacer que en el aposento del muerto se encerracen las mancebas que habían sido de aquel que estaba 
muriendo. A las cuales las cercaban otras mujeres; dándoles a comer coca y a beber acua, 
las hacían morir borrachas y ahogadas desta comida y bebida, diciendo “come, come y 
bebe presto y mucho, que has de ir a servir al malco —que quiere decir ‘señor’—; está 
de partida y has de ir a servirle allá donde va; que, si tú no vas, no lleva quien le sirva”. 
Y así mataban a muchas, y las enterraban con ellos en sus sepulcros.»
Bartolomé Álvares  en  De las costumbres y conversión de los indios del Perú: Memorial a Felipe II - 1588

## La tradición chullparia del altiplano
La tradición de las chullpas en el altiplano aparece después del ocaso Tiahuanaco (1000 - 1100), y prevalece hasta la conquista española (aprox. 1450). Según estudios de radiocarbono hechas a 32 torres en el área del Collao, los más antiguos corresponden a la parte norte del Lago Poopo (mediados del siglo XIII). Existen un grupo de chullpas en Toconce, al norte de San Pedro de Atacama que tienen más antigüedad, pero éstas no son consideradas chullpas en el sentido estricto de la palabra, por carecer de enterramientos. Por otro lado las chullpas del norte peruano, que son más antiguas (datan del «intermedio temprano») no pueden ser puestas en el mismo fenómeno que explica la aparición de la tradición chullparia en el altiplano.
Las chullpas del altiplano tienen rápida difusión, se hacen más comunes entre los siglos XIV en varios señoríos aymaras y luego, la tradición se extiende a otros grupos puquinas. Con la conquista incaica, la tradición de los chullpares se mantiene y se perfeccionan los acabados. Las chullpas de Ollantaytambo y Churajón (Arequipa), datadas en los siglos XIV y XV, parecen responder a esta misma corriente tradicional de enterramientos.
Las chullpas cuadradas son las más antiguas, mientras que las redondas aparecen de manera más temprana entre la zona sur de los Lupaca y la zona centro-norte de los Pacajes. Las chullpas con piedra de mampostería, aparecen en los Collas, Lupacas y Pacajes antes de la conquista incaica (esto tomando en cuenta la cerámica encontrada en los enterramientos).
En el caso de las chullpas de barro con decorados geométricos, aparecen en Pacaje y Carangas luego de la anexión al Tahuantinsuyu. De igual manera, la mampostería de mayor perfección en los territorios Collas, Lupacas y Pacajes aparecen luego de la anexión al incario.
Las diferencias entre las estructuras chullparias parecerían reflejar una identidad étnica, salvo algunos casos en los cuales existe una gran cantidad de formas y acabados en un mismo lugar. Cutimbo presenta chullpas de piedra mamposteada de base cuadrada y circular, Sillustani presenta chullpas redondas con acabado de mampostería y otras de barro blanco, Caquiaviri presenta chullpas de base cuadrada y circular, tanto llanas como cónicas; en estos tres lugares, un mismo grupo étnico utilizó varios modelos arquitectónicos en un mismo lugar.
La tradición chullparia del altiplano continúa durante los primeros años de la conquista española, existen evidencias de chullpas en Sillustani que quedaron a medio construir. En tanto la chullpa grande de Markiviri dio un fechado radiocarbónico entre 1658-1666, esto es varios años después de la incursión española en el Collao. Al parecer, la lejanía de algunos lugares con respecto a las ciudades fundadas por los españoles contribuyó a que la tradición chullparia se conservara en algunas zonas.
Por otra parte, algunos arqueólogos planteaban que las chullpas habían surgido de la tradición funeraria tiahuanacota, pero los estudios demuestran que las chullpas aparecieron en el área del río Tiwanaku entre el 1300 y 1400, por lo menos 200 años después del ocaso de Tiahuanaco y posterior a las chullpas del norte del lago Poopó.

## Algunos complejos arqueológicos con chullpas

### Ciudad de chullpares de Kulli Kulli
La ciudad de chullpas de Kulli Kulli es un conjunto de setenta construcciones hechas de adobe y paja, con base rectangular y que tienen alturas que varían de tres a cinco metros. Este conjunto de chullpas se encuentra próximo a la comunidad de Ayamaya en la provincia de Aroma, Bolivia.
Estas construcciones son posteriores a la cultura tiahuanaco, tienen su origen en los reinos aimaras, quienes las utilizaban para enterrar a la nobleza, generalmente en posición fetal y acompañada de alimentos, vestimenta y utensilios. La mayor parte de estas chullpas están dañadas debido a factores ambientales, como la lluvia y el viento. El número de tumbas se ha venido reduciendo, ya que se estima que en 1980 existían alrededor de 150, en comparación con las setenta actuales.

### Chullpares del Cóndor Amaya
Las chullpas de Cóndor Amaya se ubican entre las comunidades de Cóndor Amaya y Huallyani en el municipio boliviano de Umala. El complejo está constituido por veintiún chullpas construidas de adobe y paja, con una altura promedio de cuatro metros y distribuidas en ocho hectáreas.
Se distinguen dos tipos de chullpas, unas de color amarillo y otras de rojo; según investigaciones arqueológicas las chullpas amarillas datan del periodo de los reinos aimaras, mientras que las rojas pertenecen a la época incaica. Durante la colonia, estas chullpas fueron saqueadas por los españoles en busca de tesoros.

### Chullpas de Caillama
Son un grupo de chullpas ubicadas en la sierra de Chapiquiña en la región de Arica y Parinacota, Chile. Estas chullpas están construidas de barro y paja, la mayor del conjunto tiene una altura de un metro y medio, de estructura rectangular con tendencia a una forma de pirámide invertida, destacan por la densidad de su distribución. La chullpa denominada 21 es la mejor conservada del complejo, existen vestigios de que en el pasado el conjunto de chullpas fue mayor.

### Chullpares de Mantecani
Son un grupo de chullpas ubicadas cerca de la comunidad de Mantecani en La Paz, Bolivia. Se trata de un grupo de más de siete chullpas hechas de barro y paja trenzada, con un promedio de altura de dos metros. Todas son de base cuadrada, abarcando entre un metro y medio a dos metros cuadrados de superficie.

### Chullpas de Markahirka
Markahirka es un sitio arqueológico del Intermedio Tardío con 38 chullpas. El sitio se ubica a una altitud de 3,580 metros y se encuentra dentro de la provincia de provincia de Huari en la región Áncash, Perú. Las chullpas tienen una arquitectura vertical, construida con muros de piedras unidas con argamasa de barro, techo cónico a base de lajas de piedras delgadas superpuestas; se han hallado en el interior de las mismas restos óseos.

### Chullpas de Sillustani
Este complejo mortuorio se encuentra ubicado en la península de Sillustani en el Lago Umayo en Puno, Perú. Este conjunto de chullpas pertenece a distintas épocas, que van desde los reinos aimaras —en particular el reino colla— hasta la presencia incaica. En este cementerio considerado como sagrado para las distintas poblaciones que lo utilizaron, también coexisten construcciones circulares denominadas relojes solares.
El trabajo arquitectónico en Sillustani es variado y depende del periodo, existen chullpas de barro, piedra sobrepuesta y piedra labrada. La chullpa más alta es una estructura de piedra de doce metros de alto encontrada en la península de Sillustani a orillas del lago Umayo (Perú) construida por el reino Colla.

### Chullpas de Tolerani
Se ubican a 23 kilómetros al norte de la localidad de Umala en la Provincia de Aroma, La Paz, Bolivia. Son chullpas de base cuadrada (tres por tres metros) y de cuatro metros de altura, su construcción se hizo con adobes de arcilla y paja. Tienen puertas de ingreso de forma triangular orientada hacia la salida del sol —al este—. Al interior se encontraron entierros en posición fetal colocados encima de canastos, además se encontraron utensilios y cerámicas. La erosión producida por la lluvia y el viento aceleran el deterioro de las chullpas, que han perdido su forma trapezoidal original.

### Chullpa de Tanka Tanka
Zepita, Puno
Este Recurso Arqueológico está ubicado en distrito de Zepita, en el centro poblado y comunidad de Tanka Tanka a unos 28 kilómetros de la ciudad de Zepita, a 3,854 y 3,873 m.s.n.m.de altitud del departamento de Puno.
Pre_Inca sus orígenes de esta cultura es antes de cristo, donde se encuentra del cerro  Hich'ukullu y Kalakami, tiene  pinturas rupestres y petroglifos en cuevas.  Tiene abrigos rocosos con escenas que representan personajes antropomorfos y animales (camélidos) dibujados en las rocas; y posteriormente formaría parte de la Cultura Tiawanaku  donde desarrollaron conocimientos como la pesca la agricultura y la crianza de algunos animales y la cerámica; el aprendizaje de diferentes quehaceres. Se desarrollaron aproximadamente  en los años 1500 a.c a 500 d.c.
Llegó a su máximo  apogeo en la decadencia de la cultura Tiahuanaco.  Después del declive de los Tiawanacotas surgen los llamados reímos Aymaras que entre los principales fueron 13 y otros de poca representatividad. 
Durante el señorío Aymara habría pertenecido a Kuraka Qari  (Caro), señor importante del reino Lupaka, formando parte de Urkusuyu (Zona oeste del lago titicaca, tierras altas). Este complejo arqueológico abarca un aproximadamente 20 Ha en las cuales hay restos de viviendas, cuevas funerarios fortificados y  "CHULLPAS" en forma de torre y cónico  de más 5 metros de altura, también se encuentra calles, callejones, rocas de formas diferentes a animales, plaza de concentración, y grandes murallas en todo el cerro, etc. 
Las personas que habitaban en este señorío solían participar en las guerras que se daban los señoríos antes de la conquista Inka.